# 重菇醇
重菇醇（英語：Sparassol）是一种有机化合物，分子式C10H12O4，可用作抗细菌药和抗真菌药，最早从繡球菌（学名：Sparassis crispa）中分离。